# The One to Sing the Blues
A The One to Sing the Blues a brit Motörhead zenekar 1991-ben megjelent mini-albuma. A címadó dal és a "Shut You Down" felkerültek az 1916 című nagylemezre, míg a másik két dal az albumhoz kapcsolódó kislemezek B-oldalain jelent meg gyakorlatilag az EP-vel egyidőben.

## Az album dalai
1. "The One to Sing the Blues" – 3:07
2. "Dead Man's Hand" – 3:29
3. "Eagle Rock" – 3:07
4. "Shut You Down" – 2:38

## Közreműködők
- Ian 'Lemmy' Kilmister – basszusgitár, ének
- Phil Campbell – gitár
- Mike 'Würzel' Burston – gitár
- Phil 'Philthy Animal' Taylor – dobok